# Claro Cornelio Dassen
Claro Cornelio Dassen (Buenos Aires, 16 de septiembre de 1873-Buenos Aires, 28 de diciembre de 1941) fue un matemático y educador argentino.

## Resumen biográfico
Dassen realizó toda su carrera en su ciudad natal, Buenos Aires, donde así mismo falleció en 1941. Realizó estudios secundarios en el colegio Negroto y en el Colegio Nacional de Buenos Aires. 
En 1897 se diplomó como Licenciado en Matemáticas con medalla de oro de la Universidad de Buenos Aires, desempeñándose como profesor de matemáticas en el Colegio Nacional desde 1889.
En 1901 obtiene el doctorado en ciencias físicas y matemáticas en la misma Universidad, trabajando desde entonces como profesor universitario en las cátedras de Geometría descriptiva, Teoría de los mecanismos, Complementos de física y Matemáticas superiores.
En 1914, en conjunto, con el arquitecto Alejandro Christophersen, construye el edificio actualmente denominado "Palacio Dassen" aún situado en la calle Adolfo Alsina 1762, y que desde 1999 es Monumento Histórico Artístico Nacional de la Argentina según ley n.° 25.176.
En 1925 fue designado miembro de número de la Academia de Ciencias Exactas, Físicas y Naturales. La biblioteca de la institución se fundó con la donación de un acervo de casi 1.200 libros científicos efectuada por su familia luego de su muerte.

## Obra
Dassen escribió unos sesenta trabajos originales sobre matemáticas, física e ingeniería, además de algunas obras sobre filología y derecho, notas y conferencias:
- 1896: La diagonalidad, Anales de la Sociedad Científica Argentina.
- 1901: Metafísica de los conceptos matemáticos fundamentales y del análisis infinitesimal. (Tesis de doctorado)
- 1903: Étude sur les quatintés mathématiques.
- 1904: Tratado elemental de geometría plana, de acuerdo con ideas modernas y métodos rigurosos.
- 1905: Tratado elemental de geometría del espacio.
- 1906: Tratado elemental de aritmética.
- 1920: Geometría descriptiva.
- 1924: Las matemáticas en la Argentina.
- 1924: Mecanismos y elementos de máquinas.
- 1925: Geometría plana.
- 1927: Elementos de trigonometría.
- 1927: Elementos de cosmografía.
- 1930: Sistemas de coordenadas y transformaciones.
- 1933: Reflexions sur quelques antinomies et sur la logique empiriste.
- 1933: Géométrie analytique vectorielle.
- 1941: La facultad de matemáticas de Buenos Aires (1874-1880) y sus antecedentes.